# Elizabeth Eaton
Elizabeth Amy Eaton (nascida em 2 de abril de 1955, Cleveland, Ohio) é a quarta Bispa Presidente da Igreja Evangélica Luterana na América (ELCA), sendo a primeira mulher a presidir a igreja. Foi eleita em 2013 e reeleita em 2019.

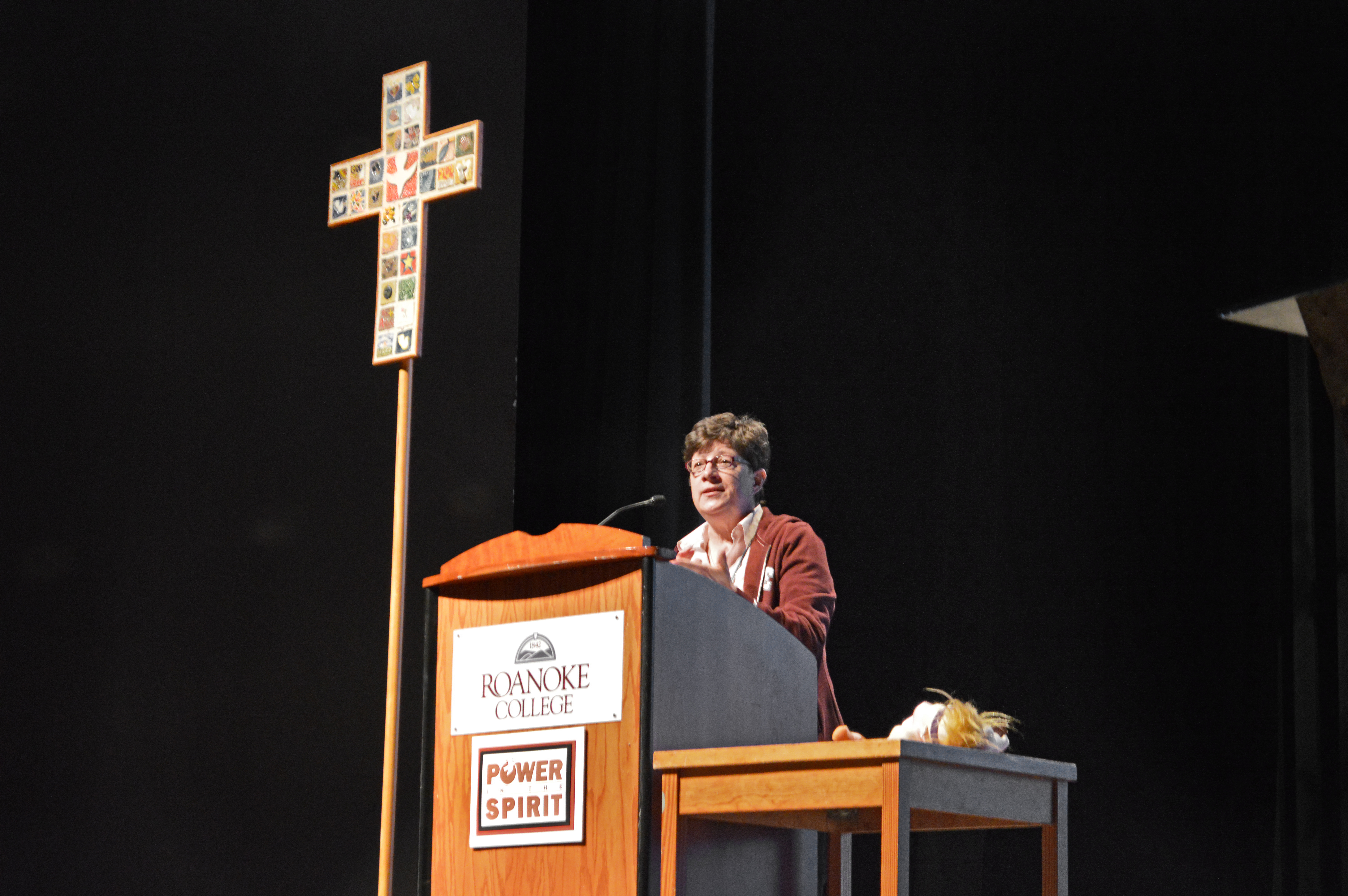
A bispa Elizabeth Eaton discursa na conferência Power in the Spirit no campus da Roanoke College.

## Vida pessoal e estudos
Eaton obteve um diploma de bacharel em educação musical pelo College of Wooster, em 1977, e o mestrado em teologia na Harvard Divinity School, em 1980.
Seu marido, T. Conrad Selnick, é padre da Igreja Episcopal, e eles têm duas filhas adultas.

## Ministério
Em 4 de junho de 1981, ela foi ordenada sacerdote e depois serviu como pastora assistente da Igreja Luterana All Saints, em Worthington, Ohio, pastora interina da Igreja Luterana Good Hope, em Youngstown, Ohio, e assumiu como pastora da Igreja Luterana Messiah em Ashtabula, Ohio, em 1991.
Serviu na equipe de revisão para diálogos episcopais luteranos em 1982, e fez parte da delegação dos órgãos eclesiásticos predecessores da ELCA para a República Democrática Alemã em 1982. Em 1984, foi delegada à assembleia da Federação Luterana Mundial em Budapeste, Hungria. Eaton foi eleita em 2005 para o Conselho da Igreja da ELCA, que serve como conselho de diretores e autoridade legislativa da igreja entre as assembleias gerais da igreja. Ela foi membro votante em três Assembleias da ELCA e serviu no conselho do Sínodo do Nordeste de Ohio e em seu comitê executivo.

### Episcopado
Em 2 de dezembro de 2006, ainda ministra da Igreja Luterana Messiah, foi eleita bispa do Sínodo do Nordeste de Ohio da ELCA. Eaton ascendeu ao episcopado em 1 de fevereiro de 2007 e foi instalada dois dias depois, pelo Rev. Mark S. Hanson, bispo presidente da ELCA.
Ela foi a primeira bispa do sínodo do nordeste de Ohio e apoiou a decisão da ELCA de permitir clérigos gays em suas fileiras. Foi reeleita bispa do sínodo em maio de 2013, pouco antes de sua eleição como bispa presidente da ELCA.
Durante seu episcopado em Ohio, Eaton participou de diversos conselhos e comitês, tais como o conselho do Trinity Lutheran Seminary e da Capital University, ambos em Columbus, Ohio; Comitê de Coordenação Episcopal Luterana e do Comitê Executivo da Conferência dos Bispos da ELCA, e em várias outras instâncias da igreja.

### Bispa Presidente
Elizabeth Eaton foi eleita bispa presidente em 14 de agosto de 2013, durante a Assembleia Geral da ELCA, superando por ampla vantagem o então Bispo Presidente Mark Hanson, e tornando-se a primeira mulher na história do luteranismo americano a ser eleita para liderar a igreja. Ela foi empossada como bispa presidente da ELCA em 5 de outubro, na Capela Memorial Rockefeller, Chicago, e assumiu o cargo em 1º de novembro de 2013. Foi reeleita para um segundo mandato em 2019, por uma ampla margem e em primeiro turno.
Como diretora ecumênica da denominação, ela preside o conselho administrativo do Conselho Nacional das Igrejas de Cristo nos EUA e do Conselho de Presidentes da organização Religions for Peace USA. Em 2024, a Bispa Presidente recebeu o título de Doutor Honoris Causa em Divindade do Seminário Luterano Unido.
Em novembro de 2023, Michael Burk foi nomeado Bispo Presidente Pro Tempore pelo Conselho da Igreja da ELCA após um pedido da Bispa Eaton para tirar uma licença de 4 a 6 meses.

Os críticos da ELCA acusam Eaton por seu papel na "política liberal" da denominação, como em suas declarações contra as ordens executivas do Presidente Trump.